# Descendentes de Jorge V do Reino Unido
Esta é uma listagem de descendentes de Jorge V, Rei do Reino Unido de 1910 a 1936, e fundador da Casa de Windsor. Originalmente membro da Casa de Saxe-Coburgo-Gota, Jorge V teve como consorte real Maria de Teck, pertencente à Casa de Teck. O matrimônio resultou em seis filhos, dois dos quais posteriormente ascenderam ao trono britânico. Jorge V é avô paterno de Isabel II, a mais longeva monarca da história do país, e bisavô materno de Carlos III, o atual soberano.

## Casamento
| Casamento de Jorge V e Maria de Teck | |                                | |
| Jorge Duque de Iorque | Nascimento: 3 de junho de 1865 Morte: 20 de janeiro de 1936 Progenitores: Eduardo VII do Reino Unido e Alexandra da Dinamarca Avós paternos: Vitória do Reino Unido e Príncipe Alberto Avós maternos: Cristiano IX da Dinamarca e Luísa de Hesse-Cassel Linhagem: Saxe-Coburgo-Gota | Vitória Maria Princesa de Teck | Nascimento: 26 de maio de 1867 Morte: 24 de março de 1953 Progenitores: Francisco, Duque de Teck e Maria Adelaide de Cambridge Avós paternos: Alexandre de Württemberg e Claudine de Hohenstein Avós maternos: Adolfo, Duque de Cambridge e Augusta de Hesse-Cassel Linhagem: Teck |
| Casaram-se a 6 de julho de 1893 na Capela da Rainha do Palácio de St. James, em Londres. Da união resultaram 6 filhos, sendo 5 deles filhos varões e apenas 1 filha do sexo feminino. Apenas o filho mais novo, João, não alcançou a idade adulta e faleceu ainda muito jovem devido uma série de complicações de saúde. Os dois filhos mais velhos, Eduardo Alberto e Alberto Frederico, reinaram como monarcas britânicos nas décadas seguintes, sendo que deste último procede a atual linhagem de soberanos britânicos. Os demais três filhos deram origem às ramificações que compõem a extensão presente da família real britânica, como os Duques de Gloucester e os Duques de Kent. | |                                | |

## Descendentes de Jorge V

### Filhos
| Descendente                               | Descendente                              | Nascimento                                                               | Casamento e descendência                                     | Morte                  |
| ----------------------------------------- | ---------------------------------------- | ------------------------------------------------------------------------ | ------------------------------------------------------------ | ---------------------- |
| Eduardo VIII em 1919.                     | Eduardo VIII Rei do Reino Unido          | 23 de junho de 1894 White Lodgefilho de Jorge V e Maria de Teck          | Wallis, Duquesa de Windsor 3 de junho de 1937 sem filhos     | 28 de maio de 1972     |
| Jorge VI do Reino Unido, em 1938.         | Jorge VI Rei do Reino Unido              | 14 de dezembro de 1895 Sandringham Housefilho de Jorge V e Maria de Teck | Isabel Bowes-Lyon 26 de abril de 1923 2 filhos               | 6 de fevereiro de 1952 |
| Maria, Princesa Real em 1932.             | Maria Princesa Real Condessa de Harewood | 25 de abril de 1897 Sandringham Housefilha de Jorge V e Maria de Teck    | Henrique, Conde de Harewood 28 de fevereiro de 1922 2 filhos | 28 de março de 1965    |
| Henrique, Duque de Gloucester em 1946.    | Henrique Duque de Gloucester             | 31 de março de 1900 Sandringham Housefilho de Jorge V e Maria de Teck    | Alice, Duquesa de Gloucester 6 de novembro de 1935 2 filhos  | 10 de junho de 1974    |
| Jorge, Duque de Kent em trajes militares. | Jorge Duque de Kent                      | 20 de dezembro de 1902 Sandringham Housefilho de Jorge V e Maria de Teck | Marina da Grécia e Dinamarca 29 de novembro de 1934 3 filhos | 25 de agosto de 1942   |
|                                           | Príncipe João                            | 12 de julho de 1905 Sandringham Housefilho de Jorge V e Maria de Teck    | –                                                            | 18 de janeiro de 1919  |

### Netos
| Descendente            | Descendente                        | Nascimento                                                                   | Casamento e descendência                                   | Morte                   |
| ---------------------- | ---------------------------------- | ---------------------------------------------------------------------------- | ---------------------------------------------------------- | ----------------------- |
|                        | Jorge Lascelles Conde de Harewood  | 7 de fevereiro de 1923 Yorkshire(filho de Maria, Princesa Real)              | Marion Stein 29 de setembro de 1949 3 filhos               | 11 de junho de 2011     |
|                        | O Muito Honorável Gerald Lascelles | 21 de agosto de 1924 Yorkshire(filho de Maria, Princesa Real)                | Angela D'Arcy Dowding 15 de julho de 1952 2 filhos         | 27 de fevereiro de 1998 |
| Isabel II em 2015.     | Isabel II Rainha do Reino Unido    | 21 de abril de 1926 Mayfair(filha de Jorge VI)                               | Filipe, Duque de Edimburgo 20 de novembro de 1947 4 filhos | 8 de setembro de 2022   |
|                        | Margarida Condessa de Snowdon      | 21 de agosto de 1930 Castelo de Glamis(filha de Jorge VI)                    | O Conde de Snowdon 6 de maio de 1960 2 filhos              | 9 de fevereiro de 2002  |
| Eduardo, Duque de Kent | Eduardo Duque de Kent              | 9 de outubro de 1935 Belgrave Square (filho de Jorge, Duque de Kent)         | Catarina, Duquesa de Kent 8 de junho de 1961 3 filhos      |                         |
| Alexandra de Kent      | Alexandra A Honorável Lady Ogilvy  | 25 de dezembro de 1936 Belgrave Square (filha de Jorge, Duque de Kent)       | Sir Angus Ogilvy 24 de abril de 1963 2 filhos              |                         |
|                        | Príncipe Guilherme                 | 18 de dezembro de 1941 Hertfordshire(filho de Henrique, Duque de Gloucester) | —                                                          | 28 de agosto de 1972    |
| Miguel de Kent         | Príncipe Miguel                    | 4 de julho de 1942 Buckinghamshire (filho de Jorge, Duque de Kent)           | Maria, Princesa de Kent 30 de junho de 1978 2 filhos       |                         |
|                        | Ricardo Duque de Gloucester        | 26 de agosto de 1944 Hertfordshire(filho de Henrique, Duque de Gloucester)   | Brigite, Duquesa de Gloucester 8 de julho de 1972 3 filhos |                         |

### Descendentes por Jorge VI
- Jorge VI (1895-1952) e  Isabel Bowes-Lyon (1900-2002)
  -   Isabel II do Reino Unido (1926-2022)
    -   Carlos III do Reino Unido (1948-)
      -  Guilherme, Príncipe de Gales (1982-)
        -  Jorge de Gales (2013-)
        -  Carlota de Gales (2015-)
        -  Luís de Gales (2018-)

      -  Henrique, Duque de Sussex (1984-)
        -  Archie de Sussex (2019-)
        -  Lilibet de Sussex (2021-)

    -  Ana, Princesa Real (1950-)
      -  Peter Phillips (1977-)
      -  Zara Tindall (1981-)
        - Mia Grace Tindall (2014-)[5]
        - Lena Elizabeth Tindall (2018-)
        - Lucas Philip Tindall (2021-)[6]

    -  André, Duque de Iorque (1960-)[7]
      -  Beatriz, Sra. Mappeli Mozzi (1988-)
        - Sienna Elizabeth Mappeli Mozzi (2021-)[8]

      -  Eugénia, Sra. Jack Brooksbank (1990-)
        - August Philip Hawke Brooksbank (2021-)[9]

    -  Eduardo, Duque de Edimburgo (1964-)
      - Luísa Windsor (2003-)[10]
      -  Jaime, Conde de Wessex (2007-)

  -  Margarida, Condessa de Snowdon (1930-2002)
    -  David Armstrong-Jones, Conde de Snowdon (1961-)
      -  Charles Armstrong-Jones, Visconde Linley (1999-)
      - Margarita Armstrong-Jones (2002-)

    -  Sarah Chatto (1964-)
      - Samuel Chatto (1996-)[11]
      - Arthur Chatto (1999-)[12]

### Descendentes por Maria, Princesa Real
- Maria, Princesa Real (1897-1965) e  Henrique, Conde de Harewood (1882-1947)
  -  Jorge Lascelles, Conde de Harewood (1923-2011)
    -  David Lascelles, Conde de Harewood (1950-)
    - James Lascelles (1953-)[13]
    - Jeremy Lascelles (1955-)[14]
    - Mark Lascelles (1964-)

  - O Honorável Gerald Lascelles (1924-1988)
    - Henry Ulick Lascelles (1953-)
    - Martin David Lascelles (1962-)

### Descendentes por Henrique, Duque de Gloucester
- Henrique, Duque de Gloucester (1900-1974) e Alice, Duquesa de Gloucester (1901-2004)
  - Guilherme de Gloucester
  - Ricardo, Duque de Gloucester
    - Alexandre Windsor, Conde de Ulster
      - Xan, barão Culloden
      - Cosima Windsor

    - Davina Windsor
    - Rosa Windsor

### Descendentes por Jorge, Duque de Kent
- Jorge, Duque de Kent (1902-1942) e Marina da Grécia e Dinamarca (1906-1968)
  - Eduardo, Duque de Kent
    - Jorge Windsor, Conde de St. Andrews
    - Helena Taylor
    - Nicolau Windsor

  - Alexandra de Kent, Lady Ogilvy
    - Jaime Ogilvy
    - Marina Ogilvy

  - Miguel de Kent
    - Frederick Windsor
    - Gabriella Windsor